# Kaple svatého Václava (Litohrady)
Kaple svatého Václava, někdy označovaná jako filiální kostel, je římskokatolická kaple v Litohradech, části města Rychnov nad Kněžnou. Situována je v centru Litohrad. Patří však do farnosti Solnice.

## Bohoslužby
V současnosti se bohoslužby v kapli nekonají.

## Galerie

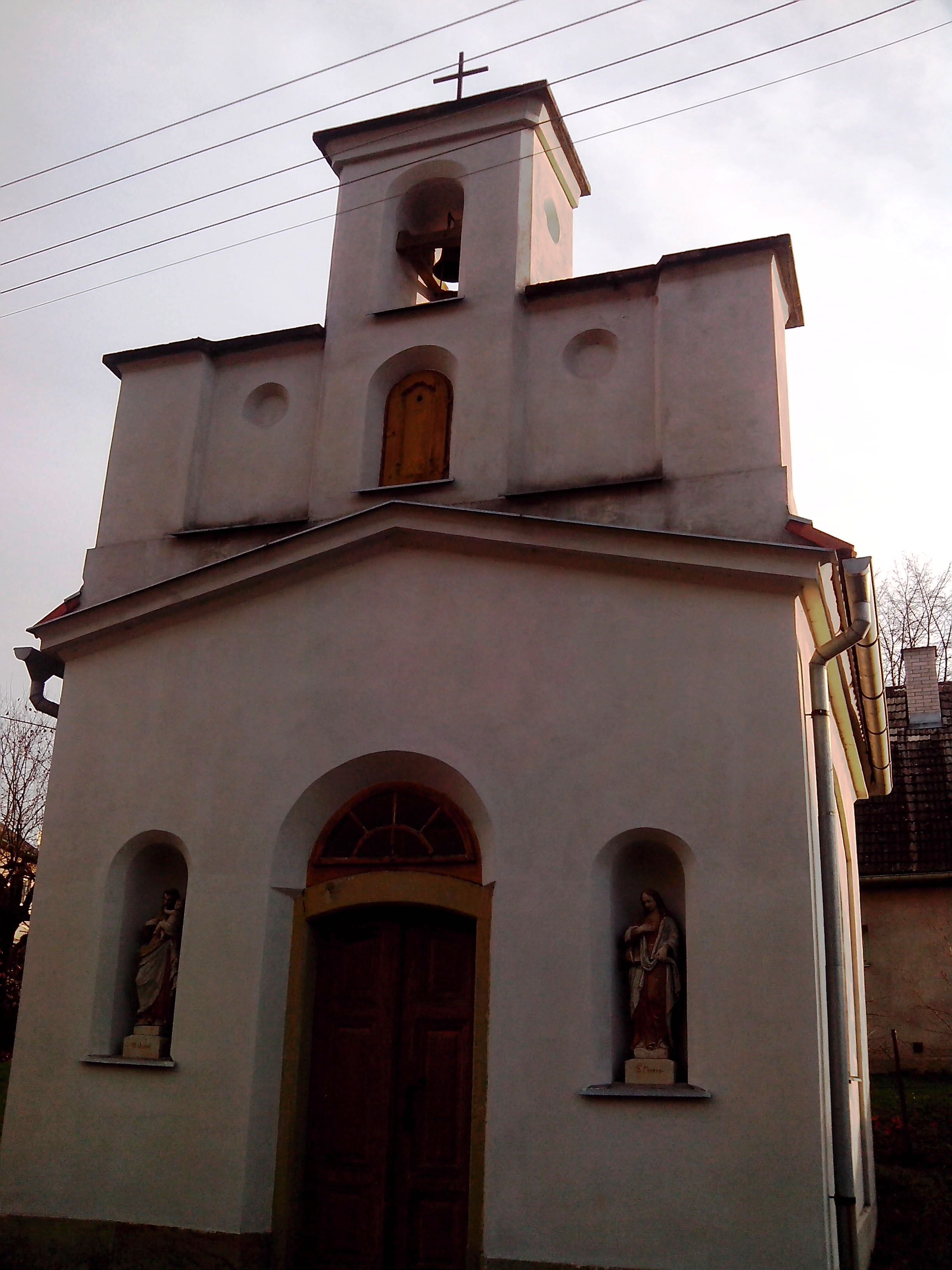
Kaple